# Ornithocythere popi
Ornithocythere popi är en kräftdjursart som beskrevs av Hobbs III 1970. Ornithocythere popi ingår i släktet Ornithocythere och familjen Entocytheridae. Inga underarter finns listade i Catalogue of Life.